# Campionato italiano di hockey su ghiaccio 1948-1949
Il Campionato italiano di hockey su ghiaccio 1948-49 fu la 16ª edizione del campionato nazionale.

## Serie A
Il torneo vede due squadre in meno rispetto all'anno precedente (Misurina e HC Merano). Inoltre, com'era successo all'HC Milano l'anno prima, il Cortina vede la sua seconda squadra dividersi formalmente e prendere il nome di Tofana.

La formula è invece sostanzialmente invariata: le nove squadre vengono divise in tre gironi, le cui vincenti si sfideranno in un ulteriore girone da tre, che però quest'anno assegnerà direttamente lo scudetto.

### Formazioni
- Girone A: HC Milano, Ortisei e Tofana
- Girone B: HC Bolzano, SG Cortina e Diavoli Rossoneri Milano
- Girone C: Alleghe HC,  Amatori Milano e Asiago Hockey AS

### Gironi eliminatori

#### Girone A
Disputato ad Ortisei.
- Tofana - Milano forfait del Tofana
- Ortisei - Milano 3-11
- Ortisei - Tofana forfait del Tofana

| Girone A | Girone A  | Girone A |
| -------- | --------- | -------- |
| Pos.     | Squadra   | Punti    |
| 1.       | HC Milano | 4        |
| 2.       | Ortisei   | 2        |
| 3.       | Tofana    | 0        |

#### Girone B
Disputato a Bolzano.
- Bolzano - Cortina 7-5
- Diavoli Rossoneri - Cortina 3-3
- Bolzano - Diavoli Rossoneri 1-2

| Girone B | Girone B                 | Girone B |
| -------- | ------------------------ | -------- |
| Pos.     | Squadra                  | Punti    |
| 1.       | Diavoli Rossoneri Milano | 3        |
| 2.       | Bolzano                  | 2        |
| 3.       | Cortina                  | 1        |

#### Girone C
Disputato ad Asiago.
- Asiago - Amatori Milano 1-3
- Amatori Milano - Alleghe 3-1
- Asiago - Alleghe 3-4

| Girone C | Girone C       | Girone C |
| -------- | -------------- | -------- |
| Pos.     | Squadra        | Punti    |
| 1.       | Amatori Milano | 4        |
| 2.       | Alleghe        | 2        |
| 3.       | Asiago         | 0        |

### Girone scudetto
Originariamente era previsto che si disputasse a Cortina d'Ampezzo. L'eliminazione di entrambe le squadre ampezzane e la presenza di sole compagini milanesi nel girone finale consiglia lo spostamento nel capoluogo lombardo.
- Diavoli Rossoneri - Amatori Milano 10-2
- Amatori Milano - HC Milano 3-5
- Diavoli Rossoneri - HC Milano 5-3

| Pos. | Squadra                  | Punti |
| 1.   | Diavoli Rossoneri Milano | 4     |
| 2.   | HC Milano                | 2     |
| 3.   | Amatori Milano           | 0     |

 L'Hockey Club Diavoli Rossoneri Milano vince il suo terzo scudetto.

Formazione Campione d'Italia: Ambrogio Abascià – Mario Bedogni – Giancarlo Bucchetti – Giancarlo Bulgheroni – Aldo Federici – Antonio Fresia – Enrico Galli – Umberto Gerli – Luigi Mattavelli – Carlo Rizzi – Giuseppe Zerbi.